# إليشا بي. فيري
إليشا بي. فيري (بالإنجليزية: Elisha P. Ferry)‏ (و. 1825 – 1895 م) هو سياسي أمريكي، ولد في مونرو، كان عضوًا في الحزب الجمهوري، توفي في سياتل، عن عمر يناهز 70 عاماً.

## مناصب
تولى منصب حاكم واشنطن ‏ (11 نوفمبر 1889–9 يناير 1893)
- Governor of the Territory of Washington ‏ (26 أبريل 1872–1 نوفمبر 1880).